# Vladimír Pucholt
Vladimír Pucholt (Praga, 30 de Dezembro de 1942) é um ator e médico checo-canadense.

## Biografia
Vladimír Pucholt nasceu em Praga, no Protetorado da Boêmia e Morávia (atual Chéquia). Seu pai era advogado. Ele não teve permissão para estudar medicina, então se tornou ator. Após atuar em papéis coadjuvantes em alguns filmes, ganhou fama interpretando Čenda no filme Černý Petr (1964) de Milos Forman. Seus filmes seguintes, Starci na chmelu (1964) e Lásky jedné plavovlásky (1965) o transformaram em um dos mais famosos jovens atores da Tchecoslováquia. No auge de sua popularidade, ele decidiu emigrar para o Reino Unido afim de estudar medicina. Foi admitido na universidade graças à carta de recomendação de Lindsay Anderson. O escritor John Le Carré emprestou-lhe dinheiro para a matrícula. Ele se formou na Universidade de Sheffield, em 1974. Em 1981, mudou-se para o Canadá, onde trabalhou como pediatra até sua aposentadoria.

## Filmografia selecionada
- Kdyby ty muziky nebyly (1963)
- Černý Petr (1963)
- Starci na chmelu (1964)
- První den mého syna (1964)
- Démanty noci (1964) - voice
- Lásky jedné plavovlásky (1965)
- Svatba jako řemen (1965)
- Malatesta (1970)
- Návrat ztraceného ráje (1999)